# Hamid Mir
Hamid Mir (Lahore, Punjab, Pakistán, 23 de julio de 1966) es un periodista, editor, locutor de noticias y experto en terrorismo pakistaní.

## Educación
Mir nació y se educó en Lahore. Estudió en la Universidad New School Campus de laboratorio y de Gobierno Central de la Escuela Modelo, donde completó su examen de matriculación. Obtuvo su grado intermedio de Gobierno Universidad de la ciencia y su BA grado de la universidad del gobierno. Obtuvo su maestría en Comunicaciones de la Universidad de Punjab en 1989. Él jugaba al críquet, pero abandonó el deporte tras la repentina muerte de su padre .